# Brianna Decker
Brianna Decker (Dousman, 13 maggio 1991) è una hockeista su ghiaccio statunitense.

## Palmarès

### Olimpiadi invernali
- 2 medaglie:
  - 1 oro (Pyeongchang 2018)
  - 1 argento (Soči 2014)

### Mondiali
- 6 medaglie:
  - 5 ori (Svizzera 2011; Canada 2013; Svezia 2015; Canada 2016; Stati Uniti 2017)
  - 1 argento (Stati Uniti 2012)